# Ивковы
Ивковы — древний русский дворянский род.
Род внесён Губернскими дворянскими депутатскими собраниями в VI часть дворянских родословных книг Новгородской, Тамбовской, Тверской и Черниговской губерний Российской империи и был утверждён Герольдией Правительствующего Сената в древнем (столбовом) дворянстве.

## История рода
Первые летописные свидетельства о дворянском роде этой фамилии датированы концом XV века. Иван, Алексей и Григорий (Гридня) Ивановичи Ивковы владели поместьями в Деревской пятине (1495). Вешняк Константинович Ивков, дворянин Деревской пятины, отставлен от службы за старостью (1606) и имел сыновей Тимофея и Силу Вешняковичей, дворян той же пятины (1607).
Род разделился на две ветви, связь между которыми не отыскана:
1. Ивков Митрофан — родоначальник 1-й ветви, жил в конце XVI столетия.
2. Ивков Григорий — родоначальник 2-й ветви, ржевский помещик, жил около половины XVII столетия.

## Описание герба
В серебряном щите ива натурального цвета на зелёной земле. В лазуревой оконечности щита две серебряные рыбы, обращённые друг к другу. В вольной верхней правой квадратной части в лазуревом поле серебряный лапчатый крест.
Щит увенчан дворянским коронованным шлемом. Нашлемник: два серебряных флага с Андреевскими крестами. Намёт: лазуревый с серебром. Щитодержатели: два чёрных медведя с червлёными глазами и языками. Девиз: «ТРУД И ТЕРПЕНИЕ» лазуревыми буквами на серебряной ленте. Герб дворянского рода Ивковых был записан в Часть XVIII Общего гербовника дворянских родов Всероссийской империи, страница 8.

## Известные представители
- Ивков Иван Митрофанович — ржево-владимирский городовой дворянин и помещик Ржевского уезда, ранен под Смоленском (1634).
- Ивков Василий Федулович — помещик Ржевского уезда (1672), за службу в войну с Турцией и Крымом пожалован вотчиной его поместьем в Ржевском уезде (1685), московский дворянин (1692).
- Ивков Иван Федулович — помещик Ржевского уезда (1672), ротмистр, участник турецкого и крымского походов, за что пожалован вотчиной его поместьем, московский дворянин (1692—1703).

- Ивковы: Пётр и Яков Ивановичи — московские дворяне (1692)[3].
- Ивков Иван Николаевич — титулярный советник, Старицкий уездный предводитель дворянства.
- Ивков Авенир Алексеевич (1816—1889) — вице-адмирал Русского императорского флота, участник Крымской войны[4].
- Ивков Олимпий Алексеевич — полковник, товарищ военного губернатора Семипалатинской области (1868).